# Tập trung hóa
Tập trung hóa là quá trình mà các hoạt động của một tổ chức, đặc biệt là các hoạt động liên quan đến lập kế hoạch và ra quyết định, chiến lược và chính sách đóng khung trở thành tập trung trong một nhóm vị trí địa lý cụ thể. Điều này đưa các quyền quyết định và lập kế hoạch quan trọng về trung tâm của tổ chức.
Thuật ngữ này có nhiều ý nghĩa trong một số lĩnh vực. Trong khoa học chính trị, việc tập trung hóa đề cập đến sự tập trung quyền lực của chính phủ, cả về mặt địa lý và chính trị vào một chính phủ tập trung.

## Tập trung hóa trong chính trị

### Lịch sử tập trung hóa quyền lực
Tập trung hóa quyền lực được định nghĩa là sự tập trung quyền lực có hệ thống và nhất quán tại một điểm trung tâm hoặc vào một người trong tổ chức. Ý tưởng này lần đầu tiên được đưa ra vào thời nhà Tần của Trung Quốc. Chính phủ nhà Tần rất quan liêu và được quản lý bởi một hệ thống các quan chức, tất cả đều phục vụ Hoàng đế đầu tiên, Tần Thủy Hoàng. Nhà Tần đã thực hành tất cả những điều mà Hàn Phi đã dạy, cho phép Tần Thủy Hoàng sở hữu và kiểm soát tất cả các lãnh thổ của mình, bao gồm cả những vương quốc bị chinh phục từ các quốc gia khác. Tần Thủy Hoàng và các cố vấn của ông đã chấm dứt chế độ phong kiến ở Trung Quốc bằng cách thiết lập các luật và quy định mới dưới một chính phủ tập trung và quan liêu với sự tập trung quyền lực cứng nhắc. Theo hệ thống này, cả quân đội và chính phủ đều phát triển mạnh. Điều này là do các cá nhân tài năng dễ dàng được xác định và chọn ra để được đào tạo cho các chức năng chuyên biệt.

### Đặc điểm tập trung hóa quyền lực trong chính quyền Trung Quốc cổ đại
- Quyền lực quân chủ là quyền lực tối cao trong đế chế. Hoàng đế độc quyền tất cả các tài nguyên trong nước; tính cách và khả năng của ông quyết định sự thịnh vượng của đất nước. Hệ thống chuyên quyền này cho phép ra quyết định nhanh hơn và tránh các giải pháp phức tạp cho các vấn đề phát sinh. Một bất lợi là các cận thần, những người tranh giành sự ủng hộ của hoàng đế, có thể tự mình kiếm được quyền lực, dẫn đến xung đột nội bộ. (Jin và Liu, 1992) [4]
- Các bộ phận hành chính có quyền lực tập trung cao. Nhiệm vụ của mỗi nghề nghiệp quan lại không được xác định rõ ràng, dẫn đến sự thiếu hiệu quả khi các chức năng quản lý chính phủ và cai trị đất nước một cách hiệu quả.

### Ý tưởng tập trung hóa quyền lực
Các hành vi để thực hiện là cần thiết sau khi ủy quyền. Do đó, thẩm quyền đưa ra các quyết định có thể được lan truyền với sự giúp đỡ của phái đoàn của chính quyền.
Việc tập trung quyền lực có thể được thực hiện ngay lập tức, nếu sự tập trung hoàn toàn được đưa ra ở giai đoạn ra quyết định cho bất kỳ vị trí nào. Việc tập trung hóa có thể được thực hiện với một vị trí hoặc ở cấp độ trong một tổ chức. Lý tưởng nhất, quyền quyết định được nắm giữ bởi một vài cá nhân.

### Ưu điểm và nhược điểm của việc tập trung hóa quyền lực
Tập trung hóa quyền lực có một số lợi thế và bất lợi. Những lợi ích bao gồm:
1. Trách nhiệm và nhiệm vụ được xác định rõ trong cơ quan quản lý trung ương.
2. Việc ra quyết định là rất trực tiếp và rõ ràng.[5]
3. Quyền lực trung ương duy trì một "lợi ích bao gồm" lớn đối với phúc lợi của nhà nước mà nó quy định vì nó được hưởng lợi từ bất kỳ sự gia tăng nào trong sự giàu có và/hoặc quyền lực của nhà nước.[6] Theo nghĩa này, các ưu đãi của nhà nước và người cai trị được liên kết.

Mặt khác, nhược điểm là như sau:
1. Các quyết định có thể bị hiểu lầm trong khi được thông qua và các bộ phận vị trí thấp hơn không có quyền ra quyết định, do đó nó đòi hỏi một bộ phận hàng đầu hiệu quả và được tổ chức tốt.
2. Sự chú ý và hỗ trợ cho từng bộ phận hoặc thành phố có thể không được cân bằng.
3. Sự chậm trễ của thông tin công việc có thể dẫn đến sự kém hiệu quả của chính phủ.
4. Sự khác biệt trong nền kinh tế và nguồn thông tin giữa trung tâm và những nơi khác là rất đáng kể.[7]
5. Loại trừ các tác nhân ở cấp địa phương và cấp tỉnh khỏi hệ thống quản trị hiện hành, làm giảm khả năng của chính quyền trung ương chịu trách nhiệm (có nguy cơ tham nhũng), giải quyết tranh chấp hoặc thiết kế các chính sách hiệu quả đòi hỏi kiến thức và chuyên môn địa phương.[8][9]